# Mbissine Thérèse Diop
Mbissine Thérèse  Diop est une actrice sénégalaise né en 1949 connue pour son interprétation en 1966 dans un film d'Ousmane Sembène, La Noire de..., première actrice noire africaine jouant le rôle principal d'un long métrage.

## Biographie
Diop est née à Dakar, au Sénégal d'un père musulman et d'une mère catholique. Elle vit avec son grand-père maternel jusqu'à sa mort quand elle avait deux ans. Elle revient alors à Dakar chez ses parents. Elle vit en Corse quelques années vers treize ans, à la suite de la séparation de ses parents. Revenue à Dakar, elle fréquente le Ciné-Club, où sont présentés des films français et américains, puis s'inscrit à l'École des arts de Dakar quand elle a seize ans. Elle y prend des cours du soir. Elle travaille comme couturière en cours de journée. 
Un photographe travaillant à Actualités sénégalaises porte à la connaissance d'Ousmane Sembène, une photographie d'elle. Cette photographie retient l'attention du cinéaste, qui décide de solliciter cette jeune femme pour le rôle principal d'un film en préparation. La famille de Thérèse Mbissine Diop est peu favorable à cette opportunité, mais  elle décide d'accepter le rôle.
Elle interprète le rôle d'une domestique embauchée en Afrique par une famille de coopérants français, et qui les suit en métropole. Elle y est confrontée à la solitude, au racisme, à la maltraitance et finit par se suicider. Dans The Cinéaste, le poète A. Van Jordan écrit de son interprétation  qu'elle crée sur son personnage un investissement affectif. Au Sénégal, une scène où elle est filmée presque nue fait polémique : « Mbissine Diop est une grande actrice et une formidable femme blessée à cause de ce rôle », commente la journaliste Catherine Ruelle. Le film au style percutant acquiert pourtant une renommée internationale, et se voit décerner quelques distinctions l'année de sa sortie, en 1966, dont le prix Jean-Vigo, le Tanit d'or des Journées cinématographiques de Carthage et le prix du meilleur réalisateur au Festival des arts nègres, à Dakar.
Elle participe au jury du Festival international du film de Moscou 1969, entourée de Sergueï Guerassimov, Dev Anand, King Vidor, Erwin Geschonneck, Ion Popescu-Gopo, Glauber Rocha, etc., et de deux autres femmes, l'actrice soviétique Vija Artmane, et l'actrice égyptienne Madiha Yousri. Elle joue ensuite dans quelques autres films dont, en 1970, Soleil noir, un film soviétique d'Aleksei Speshnev consacré à Patrice Lumumba, et en 1971, un autre long métrage d'Ousmane Sembène Emitai. Elle reprend ensuite une activité de couturière.
En 2020, elle joue dans le long métrage français Mignonnes de Maïmouna Doucouré.
En 2019, Johanna Makabi lui consacre un documentaire de 11 minutes, finalisé en 2022 : Notre mémoire, réalisé dans le cadre de la CinéFabrique. Elle y indique qu'à l'époque de La Noire de..., faire du cinéma pour une femme était un travail de prostituée, « c'était provoquer tout le monde » .

## Filmographie
- 1966 : La Noire de... d'Ousmane Sembene : Diouana
- 1971 : Soleil noir (Chyornoye solntse) d'Aleksei Speshnyov : Madame Moussombe
- 1971 : Emitaï d'Ousmane Sembene
- 2017 : Animal (court métrage) de Jules Janaud et Fabrice Le Nezet
- 2020 : Mignonnes de Maïmouna Doucouré : la tante